# Chaser (chien)
Chaser (28 avril 2004 - 23 juillet 2019) est une chienne de race border collie, qui dispose de la mémoire la plus importante parmi les animaux non humains dont la mémoire a été mesurée. Entraînée par son maître à la retraite, le professeur et psychologue John W. Pilley, elle est capable d'identifier 1 022 jouets par leur nom et de les retrouver en fonction de leur nom et leur catégorie,.

## Biographie
Chaser naît en mai 2004 et rejoint la maison de John Pilley, à Spartanburg, en Caroline du Sud, à l'âge de 8 semaines. Juste avant le 76e anniversaire de Pilley, sa femme lui avait donné Chaser en cadeau. « Elle est venue me voir à l'âge de huit semaines et était avec nous depuis » a déclaré Sally Pilley. « Nous jouions avec elle dans la cour un jour, et une Jeep rouge est passée devant nous et elle est partie après la voiture, alors nous avons décidé de l'appeler Chaser ».
Elle vit dans la famille de ses maîtres, qui en font aussi un de leurs objets de recherche,.
Le 23 juillet 2019, Chaser meurt de cause naturelle à l'âge de 15 ans, à son domicile.

## Éducation et entraînement
Dès son arrivée à 8 semaines dans son nouveau foyer, elle est socialisée à raison de 4 à 5 heures par jour. Elle est également éduquée et entraînée grâce à des méthodes associatives de conditionnement opérant et de conditionnement classique. Les récompenses qu'elle reçoit dès son cinquième mois consistent en des caresses, de l'attention et des jeux, jugés plus efficaces que les récompenses à base de nourriture. L'apprentissage de nouveaux mots se fait à la maison.
Chaque objet a son nom inscrit à sa surface, pour toujours être nommé de la même manière. Lors de l'enseignement d'un nouveau mot, l'objet est tenu et pointé devant Chaser puis associé à son nom (« Chaser, ceci est [nom de l'objet] »). La même technique est utilisée pour lui enseigner les noms d'humains, de chiens, de chats, les endroits et les objets immobiles. En trois ans, 1 038 objets sont ainsi réunis, 1 022 étant différents des autres, en taille, poids, texture, configuration, couleur, forme ou matériau, et disposant d'un nom unique. Parmi ces objets, se trouvent des peluches, des balles, des frisbees et des objets en plastique.
Chaser apprend des nouveaux mots par raisonnement inférentiel par rapport d'exclusion, ce qui correspond à inférer le nom d'un nouvel objet en le distinguant des objets dont elle connaît déjà le nom.
En plus d'être capable de reconnaître les noms de plus d'un millier d'objets, elle reconnaît également des noms communs tels que la maison, l'arbre et la balle. Dans la continuité de ses précédents apprentissages, John W. Pilley montre ensuite la capacité de Chaser à comprendre des phrases contenant plusieurs éléments de grammaire et à apprendre de nouveaux comportements par imitation.